# Frenchcore
Frenchcore (francuski hardcore) je stil hardcore techna nastao ranih 1990-ih u Francuskoj. Brzina tempa kreće se od 170 do 240 BPM-a.
Često se koristi zvuk koji podsjeća na industrial hardcore, ali je malo više melodičan i sličan Hardteknu. Karakterizira ga teški hard kick često popraćen psihotičnim zvukovima. Brzina tempa jako je slična terrorcoreu, no može biti i sporija. Za neke ljude je frenchcore krilatica za industrial terrorcore ili industrial hardcore, pa stoga nije jedinstvena vrsta glazbe.
Frenchcore je 1998. postigao široko priznanje kada je Micropoint izdao svoj prvi album Neurophonie. Danas se frenchcore scena sve više širi Europom s izvođačima kao što su: Radium, The Sickest Squad, Frazzbass, The Speed Freak, itd. Ovu vrstu glazbe je moguće čuti na free party zabavama diljem Europe.